# واکانا یامازاکی
واکانا یامازاکی (انگلیسی: Wakana Yamazaki; ۲۱ مارس ۱۹۶۵ – ) صداپیشه، و بازیگر اهل ژاپن بود. وی از سال ۱۹۹۱ میلادی تاکنون مشغول فعالیت بوده‌است.
از فیلم‌ها یا برنامه‌های تلویزیونی که وی در آن نقش داشته‌است می‌توان به کاراگاه کانن: آفتابگردانهای جهنم، کارآگاه کونان: گلوله سرخ اشاره کرد.